# Aroue-Ithorots-Olhaïby
Die französische Gemeinde Aroue-Ithorots-Olhaïby (baskisch Arüe-Ithorrotze-Olhaibi) befindet sich im Département Pyrénées-Atlantiques in der Region Nouvelle-Aquitaine.
Durch den 231 Einwohner (Stand 1. Januar 2022) zählenden Ort führt der Fernwanderweg GR 65, welcher weitgehend dem historischen Verlauf des französischen Jakobsweges Via Podiensis folgt. Die Strecke Aroue – Ostabat ist als siebter Abschnitt der Via Podiensis in die Liste des Weltkulturerbes der UNESCO aufgenommen worden.

## Geografie
Aroue liegt im äußersten Südwesten Frankreichs im Pyrenäen-Vorland und gehört zum französischen Baskenland. Das Gemeindegebiet wird von den Flüsschen Lafaure und Lauhirasse durchquert. Ortsteile von Aroue-Ithorots-Olhaïby sind: Aroue, Ithorots, Larrartia und Olhaïby. Nachbargemeinden sind: Etcharry im Norden, Nabas im Nordosten, Charritte-de-Bas und Lichos im Osten, Domezain-Berraute im Westen, Ainharp und Lohitzun-Oyhercq im Süden.
Die nächste Stadt ist Orthez, welche man in nordöstlicher Richtung über die D265 nach circa 32 Straßenkilometern erreicht.
Die nächsten französischen Großstädte sind Toulouse (193 km) im Osten und Bordeaux (171 km) im Norden.

## Toponyme
- Aroue: Aroe (1337, 1460), Aroa (1385), Sent Stephen d’Aroe (1469), Degaierie de Aroa (1520), Aroue (1690)
- Ithorots: Ithorrodz (1337), Uthorrotz (1469), Ytorrotz (1482), Yptorrotz und Iptorrotz (1690)
- Olhaïby: Olhaivie (1308), Olhabie (1375), Olƒabie (1376), Olhabia (1407), Olhayvi (1496), Olharby (1563), Olhayby und Olhaybié (1690)

## Geschichte
Aroue war einer der sieben Bezirke des Soule. In Ithorots gab es ein Laienkloster als Lehen des Vizegrafen von Soule. Olhaïby war ebenfalls ein Lehen von Soule, sein Besitzer war einer der zehn Potestas von Soule. Die protestantische Bevölkerung war sehr gegen Staat und Kirche eingestellt. Während der Französischen Revolution verwandelte sie die Kirche in einen „Tempel der Vernunft“.

### Einwohnerentwicklung
| Jahr                                                                  | 1793 | 1806 | 1836 | 1872 | 1906 | 1936 | 1962 | 1982 | 1990 | 1999 | 2006 |
| Einwohner                                                             | 464  | 543  | 555  | 400  | 345  | 270  | 268  | 249  | 254  | 230  | 246  |
| Anmerkung: Ab 1962 offizielle Zahlen ohne Einwohner mit Zweitwohnsitz |      |      |      |      |      |      |      |      |      |      |      |

## Jakobsweg (Via Podiensis)
Im Ort gibt es nur eine kleine kommunale Pilgerherberge (französisch: Gîte d’étape) und einen Campingplatz.
Der GR 65 führt direkt nach Ostabat-Asme, während die historische Variante im Weiler Lukia nach Saint-Palais abbiegt und sich im Hiriburia wieder mit dem GR 65 vereinigt. Die ursprünglich wirkende Landschaft besteht vor allem aus Wiesen und Wäldern mit kleinen Weilern und Bauernhöfen. Die Gipfel der Pyrenäen rücken in greifbare Nähe. Auf der Strecke nach Ostabat-Asme gibt es noch Übernachtungsmöglichkeiten in Saint-Palais und etwas südlich des GR 65 in Uhart-Mixe.
Nach Saint-Palais führt als Straßenverbindung die D11, von dort führt die D933 nach Ostabat-Asme.

## Kultur und Sehenswürdigkeiten
- Es ist ein Dorf und zeigt die typische Architektur des westlichen Baskenlandes. Die Häuser mit Satteldächern sind mit Ziegeln gedeckt und die Wände weiß getüncht. Teilweise sind die Häuser noch aus dem sechzehnten Jahrhundert. Wie in jedem baskischen Dorf befindet sich der Pelota-Platz in der Nähe der Kirche.
- Die Kirche Saint-Étienne ist romanischen Ursprungs. Im 19. Jahrhundert wurde sie grundlegend saniert, sodass nur noch wenig von ihrem Ursprung zu erkennen ist. Die Figur über der Tür zur Sakristei soll den Apostel Jakobus als Maurentöter, spanisch Santiago Matamoros, darstellen. Diese Auslegung stammt von Urrutibetehy, der sich intensiv mit den Pilgerpfaden in dieser Region befasste und auch den Platz für die Stele von Gibraltar festlegte, an dem die drei französischen Hauptwege nach Santiago de Compostela zusammenlaufen.
- Die Kirche Saint-Samson
- Die Kirche von Olhaïby[2]